# Fábio Rabin
Fábio Rabin Copeliovitch (São Paulo, 12 de novembro de 1981) é um ator, humorista de stand-up comedy, apresentador e ex-VJ da MTV Brasil. Em 2018 lançou seu terceiro DVD, fazendo shows Stand Up por todo o Brasil e por outros países do mundo.
Fábio é de origem judaica, e torcedor do São Paulo.

## Biografia
Conhecido por seu stand-up, Fábio Rabin chegou à MTV Brasil depois de ter postado seus vídeos do YouTube. Sua carreira teve início em 2002, quando a irmã e atriz o estimulou a entrar para as artes cênicas no INDAC. Fez trabalhos como Trestosterona, Deboshow, Clube da Comédia, Cabaré do Diogo Portugal, Santa Comédia (Curitiba), Clube de Comédia em Pé (Rio de Janeiro) e também pelo programa Pânico na TV da Rede TV!. É formado em Relações Internacionais pela FAAP. Morou por alguns anos na Austrália. No final de 2011, deixou a MTV Brasil e foi contratado pelo SBT para o programa "Circo Eletrônico" (ex-A Tribo). Atualmente é contratado do Multishow onde apresenta o Wébico, programa que comenta vídeos da internet. Em 2016, ele veio a Rede Bandeirantes para integrar a equipe do Pânico na Band, da qual saiu em 11 de julho de 2017. Em 2019 passou a comandar o programa The Rabins da Rádio Rock, juntamente com sua esposa Camila Pinheiro.

## Carreira

### Televisão
| Ano       | Título                       | Emissora          |
| --------- | ---------------------------- | ----------------- |
| 2007-2009 | Pânico na TV                 | Rede TV!          |
| 2009      | Furfles                      | MTV               |
| 2010      | Delírios de Verão            | MTV               |
| 2010-2011 | Comédia MTV                  | MTV               |
| 2015      | Vai que Cola                 | Multishow         |
| 2016-2017 | Pânico na Band               | Rede Bandeirantes |
| 2016-2017 | Só Risos                     | Rede Bandeirantes |
| 2024      | Cazalbé, O Herdeiro da Graça | +SBT              |

### Cinema
| Ano  | Título               | Papel           |          |
| ---- | -------------------- | --------------- | -------- |
| 2012 | Mandrake             |                 |          |
| 2016 | Um Suburbano Sortudo | Olavinho Salles |          |
| 2022 | #PartiuFama          | Beto Mackenzie  |          |
| 2023 | Ruim pra Cachorro    | Bug (voz)       | Dublagem |

### Rádio
| Ano                  | Título          | Emissora           |
| -------------------- | --------------- | ------------------ |
| 2008-2009; 2016-2017 | Pânico          | Jovem Pan FM       |
| 2019-2021            | The Rabins      | 89 FM A Rádio Rock |
| 2025-presente        | Morde e Assopra | Energia 97         |

### Internet
| Ano           | Título        | Cargo        | Plataforma |
| ------------- | ------------- | ------------ | ---------- |
| 2006-presente | Fábio Rabin   | Apresentador | YouTube    |
| 2020          | Quarentenados | Matheus      |            |